# Parco nazionale del Serengeti

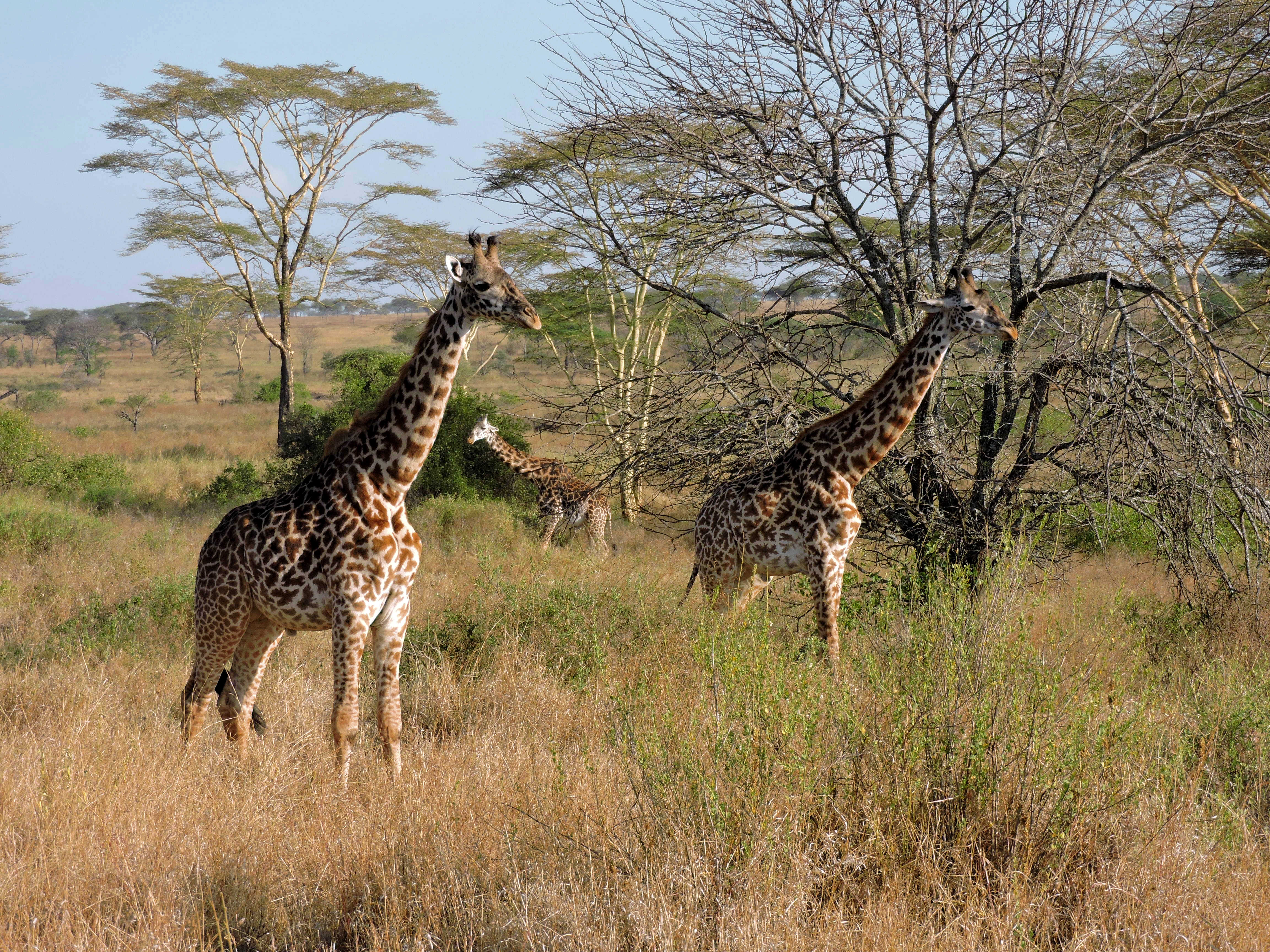
Giraffe al Serengeti National Park

Il Parco nazionale del Serengeti (in inglese Serengeti National Park, dalla lingua delle popolazioni masai locali, "pianura sconfinata") è una delle più importanti aree naturali protette dell'Africa orientale. Con una superficie di 14 763 km², si trova nel Nord della Tanzania, nella pianura omonima, tra il lago Vittoria e il confine con il Kenya (1.30'-3.20' S, 34.00'-35.15' E), adiacente al parco keniota di Masai Mara, alla riserva naturale di Ngorongoro e ad altre importanti riserve faunistiche. 
Dichiarato Patrimonio dell'umanità dall'UNESCO nel 1981, rappresenta una delle principali attrazioni turistiche della Tanzania ed è la più importante di un sistema di quattro aree naturali protette detto "Northern Safari Circuit", che include anche il Parco nazionale del lago Manyara, il parco nazionale del Tarangire, il parco nazionale di Arusha e la riserva naturale di Ngorongoro.

## Storia
La presenza umana nell'area del Serengeti fin da tempi antichissimi è testimoniata da ritrovamenti paleontologici di straordinaria importanza; nella pianura del Serengeti si trova il celebre sito di Olduvai, dove sono stati trovati i resti dell'Australopithecus boisei, un ominide risalente a circa 1,5 milioni di anni fa.
Prima dell'arrivo degli europei, la pianura del Serengeti era abitata principalmente dai Masai, allevatori e semi-nomadi. Negli ultimi anni dell'amministrazione coloniale tedesca, la regione divenne un'area protetta e un primo nucleo dell'odierno Serengeti, di 2 286 km², fu dichiarato riserva di caccia nel 1929.
L'amministrazione inglese, subentrata ai tedeschi creando il Territorio del Tanganica, istituì il parco nazionale nel 1951, affidandone la gestione al naturalista Bernhard Grzimek, divenuto celebre come uno dei precursori dell'approccio moderno alla conservazione dell'ambiente. Parte dell'opera di Grzimek nel Serengeti è documentata dal suo saggio Il Serengeti non deve morire e dal documentario omonimo (vincitore del premio Oscar), realizzati dallo stesso Grzimek insieme al figlio Michael. Un altro testo sui primi anni del Serengeti è My Serengeti Years, scritto da Myles Turner, che fu uno dei primi guardiaparco e a cui si attribuisce il merito di aver svolto un lavoro fondamentale nella lotta contro il bracconaggio. Il parco comprendeva inizialmente anche il cratere di Ngorongoro, che divenne area protetta indipendente nel 1956.
L'istituzione del parco fu accompagnata dalla rilocazione delle popolazioni locali. La natura coercitiva di questa operazione ha suscitato una controversia tuttora non del tutto sopita. Dopo il raggiungimento dell'indipendenza da parte della Tanzania, l'amministrazione del parco è stata affidata al TANAPA (Tanzanian National Parks). Nel 1981, l'UNESCO ha dichiarato il parco Patrimonio dell'umanità per la sua ricchissima biodiversità.

## Geografia e habitat

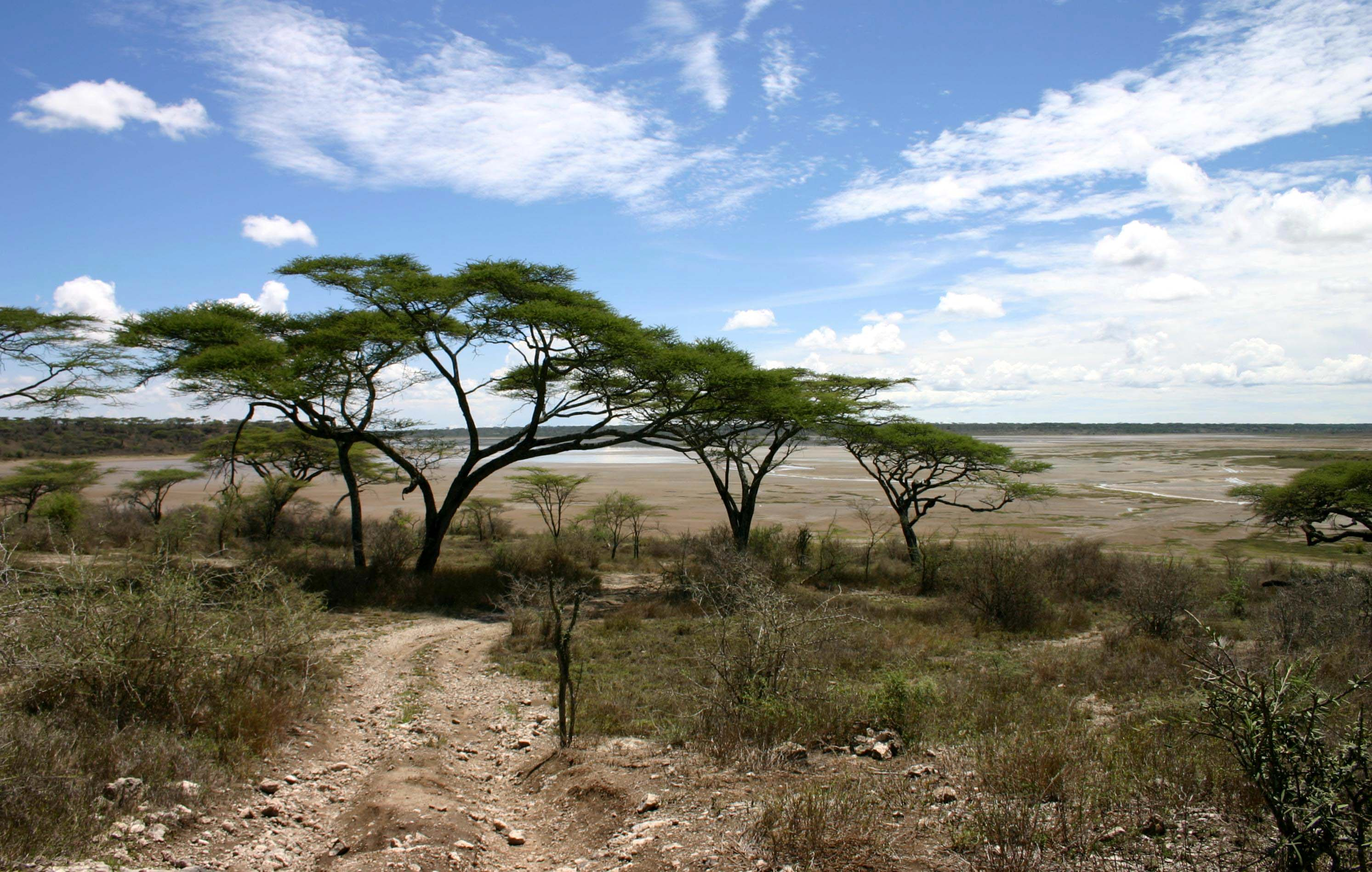
Alberi di Acacia tortilis nella savana

Il parco ha un'estensione complessiva di 14 763 km². Si trova nel Nord della Tanzania; il suo confine settentrionale coincide con quello fra Tanzania e Kenya e lo divide dalla riserva keniota del Masai Mara. Fra i due parchi non esistono recinzioni e la fauna si sposta liberamente dall'uno all'altro; particolarmente note sono le massicce migrazioni stagionali di gnu. Oltre che col Masai Mara, il Serengeti confina a sudest con la riserva di Ngorongoro, a sudovest con la riserva faunistica di Maswa, a ovest con le riserve di Ikorongo e Grumeti e a nord con quella di Lalianda.
Il clima tropicale della zona è caratterizzato da due periodi di piogge stagionali: le "grandi piogge" da aprile a giugno e le "piccole piogge" da ottobre a dicembre. La parte meridionale del parco è costituita da vaste praterie aride, interrotte da collinette di roccia metamorfica spesso circondate da cespugli e alberi, note localmente come kopjes. Queste piccole formazioni rocciose sono affiorate in seguito all'erosione del terreno circostante da parte degli agenti atmosferici. Procedendo verso nord il paesaggio cambia: la maggiore piovosità, che alimenta anche qualche fiumiciattolo permanente, favorisce la crescita di foreste a galleria e la formazione di zone di savana alberata (caratterizzata da boschetti di acacia) e di savana di boscaglia spinosa.
La giraffa modifica l'aspetto del Serengeti: rosicchiando regolarmente le cime delle acacie conferisce loro la caratteristica forma piatta.
Agli inizi del Novecento un'epidemia di peste bovina uccise così tanti erbivori che i pascoli si trasformarono in boscaglie.

## Flora
L'erba del parco appartiene soprattutto alle specie Digitaria macroblephara e Sporobolus marginatus. Gli alberi più diffusi sono quelli del genere Commiphora e diverse specie di Vachellia (V. drepanolobium, V. gerrardi, V. seyal e V. tortilis).

## Fauna
Il Serengeti è celebre soprattutto per la sua eccezionale ricchezza faunistica, che ne fa una delle regioni più rappresentative dell'ecosistema della savana subsahariana e una delle maggiori attrazioni turistiche dell'Africa orientale. Vi si trovano, tra l'altro, tutti e cinque i cosiddetti "big five": elefante, leone, leopardo, rinoceronte nero  e bufalo.
Le mandrie di ungulati (soprattutto zebre e gnu) raggiungono in questa regione numerosità eccezionali e danno luogo a spettacolari migrazioni stagionali fra le praterie del Sud e il Masai Mara. Smuovendo il terreno con gli zoccoli e con le loro feci, questi animali contribuiscono in modo sostanziale al rinnovamento annuale del manto erboso del parco.
Fra il 1969 e il 1976, con la guarigione degli erbivori dalla peste bovina, la popolazione dei leoni del Serengeti quasi raddoppiò.
| Mammiferi | | |
| - Primati - Otolemur crassicaudatus (galagone gigante) - Erythrocebus patas (pata) - Chlorocebus aethiops (cercopiteco verde) - Papio anubis (babbuino verde) - Colobus guereza (guereza) - Chirotteri - Insettivori - Atelerix (riccio africano) - Macroscelididae (toporagni elefante) - Lagomorfi - Lepus capensis (lepre del Capo) - Roditori - Hystrix cristata (istrice) - Pedetes capensis (lepre saltatrice del Capo) - Iracoidi - Procavia capensis (irace delle rocce) - Heterohyrax brucei (irace delle steppe) - Dendrohyrax arboreus (procavia arboricola) - Proboscidati - Loxodonta africana (elefante africano) | - Carnivori - Genetta genetta (genetta comune) - Genetta tigrina (genetta macchiata) - Civettictis civetta (civetta africana) - Herpestes sanguineus (mangusta snella) - Herpestes ichneumon (mangusta egiziana) - Ichneumia albicauda (mangusta dalla coda bianca) - Atilax paludinosus (mangusta di palude) - Helogale parvula (mangusta nana) - Mungos mungo (mangusta striata) - Crocuta crocuta (iena macchiata) - Hyaena hyaena (iena striata) - Proteles cristata (protele) - Felis silvestris lybica (gatto selvatico africano) - Leptailurus serval (serval) - Caracal caracal (caracal) - Panthera pardus (leopardo) - Panthera leo (leone) - Acinonyx jubatus (ghepardo) - Otocyon megalotis (otocione) - Canis lupaster (lupo africano) - Canis mesomelas (sciacallo dalla gualdrappa) - Canis adustus (sciacallo striato) - Lycaon pictus (licaone) - Mellivora capensis (tasso del miele) - Ictonyx striatus (zorilla del Capo) - Folidoti - Manis temminckii (pangolino di Temminck) - Tubulidentata - Orycteropus afer (oritteropo) | - Perissodattili - Equus quagga boehmi (zebra di Grant) - Diceros bicornis michaeli (rinoceronte nero) - Artiodattili - Hippopotamus amphibius (ippopotamo) - Potamochoerus larvatus (potamocero) - Phacochoerus aethiopicus e Phacochoerus africanus (facocero) - Giraffa tippelskirchi (giraffa masai) - Syncerus caffer (bufalo africano) - Tragelaphus scriptus (tragelafo striato) - Tragelaphus strepsiceros (cudù maggiore) - Tragelaphus imberbis (cudù minore) - Tragelaphus oryx (eland comune) - Sylvicapra grimmia (silvicapra) - Raphicerus campestris (raficero campestre) - Madoqua kirkii (dik-dik di Kirk) - Oreotragus oreotragus (saltarupi) - Eudorcas thomsonii (gazzella di Thomson) - Nanger granti (gazzella di Grant) - Redunca fulvorufula (redunca montana) - Redunca redunca (cervicapra redunca) - Kobus ellipsiprymnus defassa (antilope d'acqua) - Hippotragus equinus (antilope roana) - Oryx gazella (orice) - Alcelaphus buselaphus (alcelafo) - Cephalophinae (cefalofi) - Damaliscus lunatus (topi) - Connochaetes taurinus (gnu) - Aepyceros melampus (impala) |
| Uccelli | Uccelli | Rettili |
| - Struthio camelus massaicus (struzzo) - Leptoptilos crumenifer (marabù africano) - Sagittarius serpentarius (segretario) - Ardeotis kori struthiunculus (otarda di Kori) - Balearica regulorum gibberiseps (gru coronata) - Bubo lacteus (gufo latteo) | - Numida meleagris (faraona) - Aquila rapax (aquila rapace) - Haliaeetus vocifer (aquila urlatrice) - Milvus migrans (nibbio bruno) - Aegypiinae (avvoltoi) - Phoenicopterus roseus (fenicottero rosa) - Phoeniconaias minor (fenicottero minore) - Pelecanus onocrotalus (pellicano bianco) - Pelecanus rufescens (pellicano grigio africano) - Alopochen aegyptiaca (oca egiziana) - Threskiornis aethiopicus (ibis sacro) - Bucorvus leadbeateri (bucorvo di Leadbeater) - Ploceidae (tessitori) | - Crocodylus niloticus (coccodrillo del Nilo) - Chamaeleonidae (camaleonti) - Varanus niloticus (varano del Nilo) - Python sebae (pitone delle rocce africano) - Naja nigricollis (cobra dal collo nero) - Bitis arietans (vipera soffiante) - Dendroaspis polylepis (mamba nero) - Dendroaspis angusticeps (mamba verde orientale) - Testudines (tartarughe) |

### Galleria d'immagini

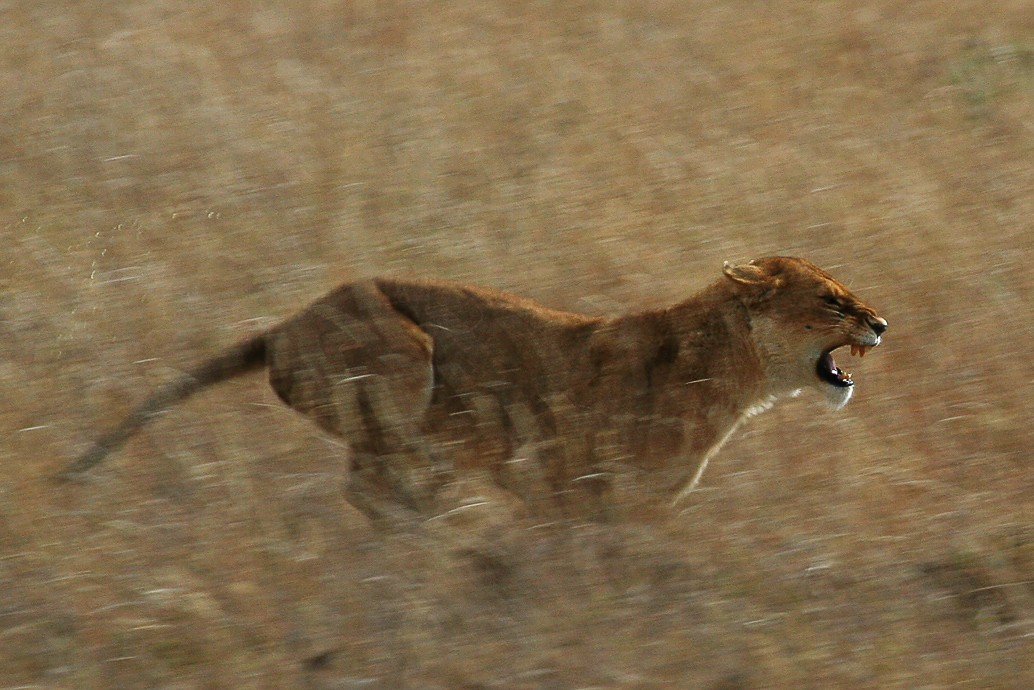
Leone in corsa
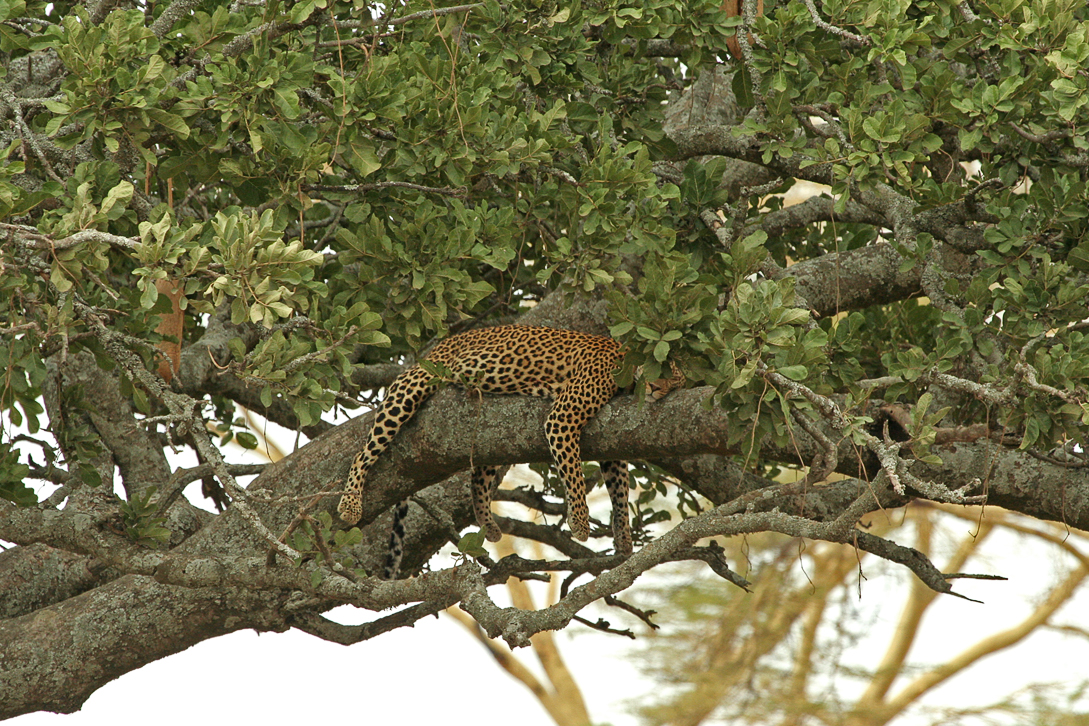
Leopardo a riposo
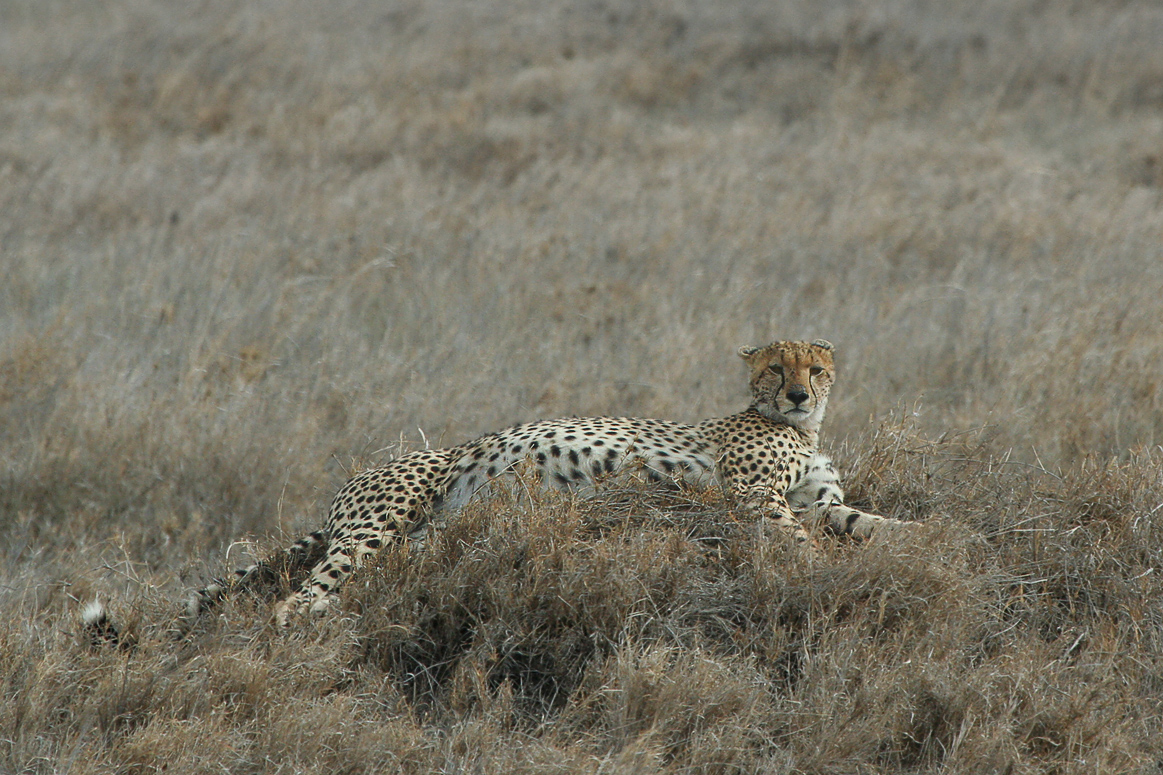
Ghepardo
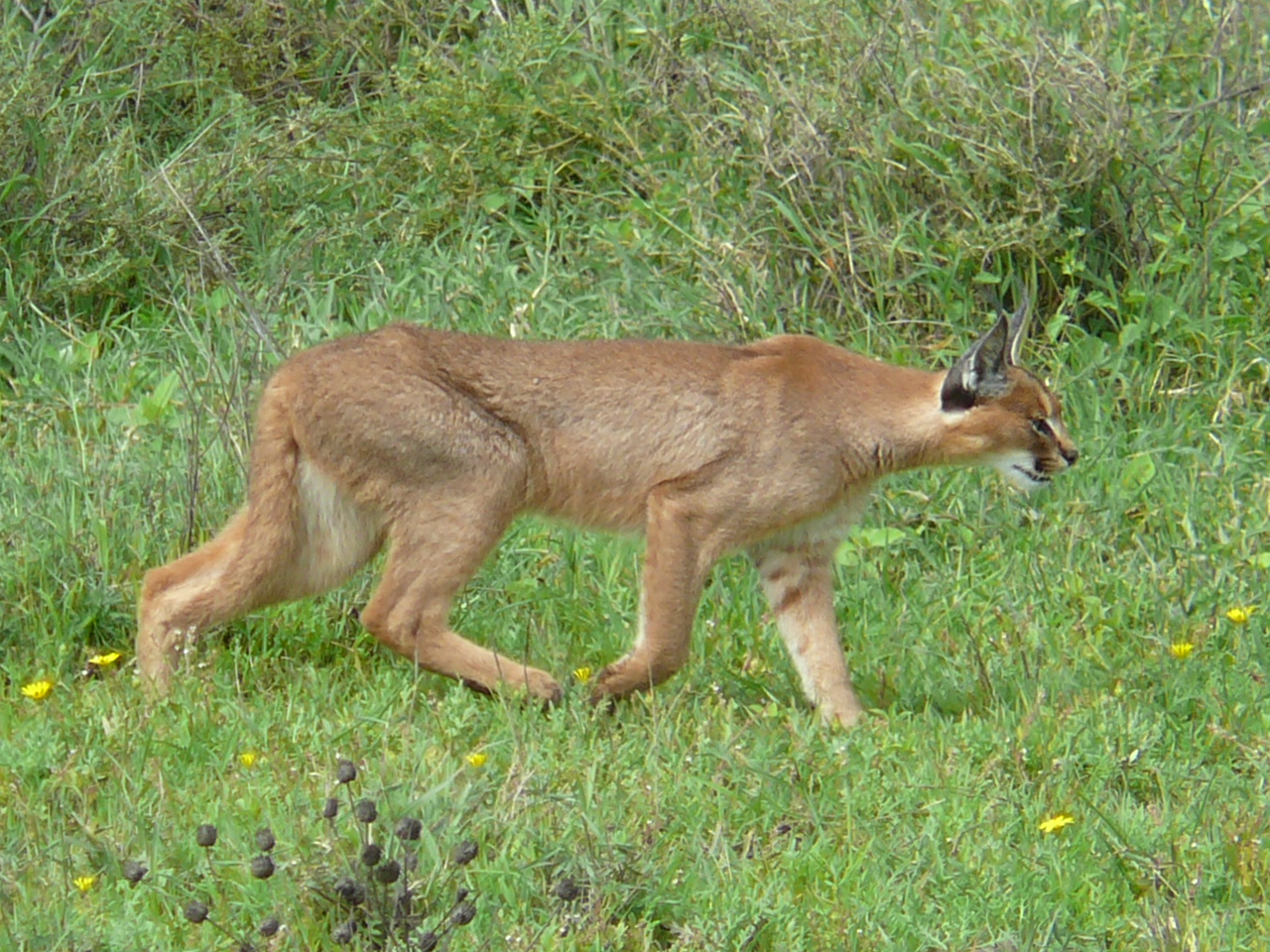
Caracal
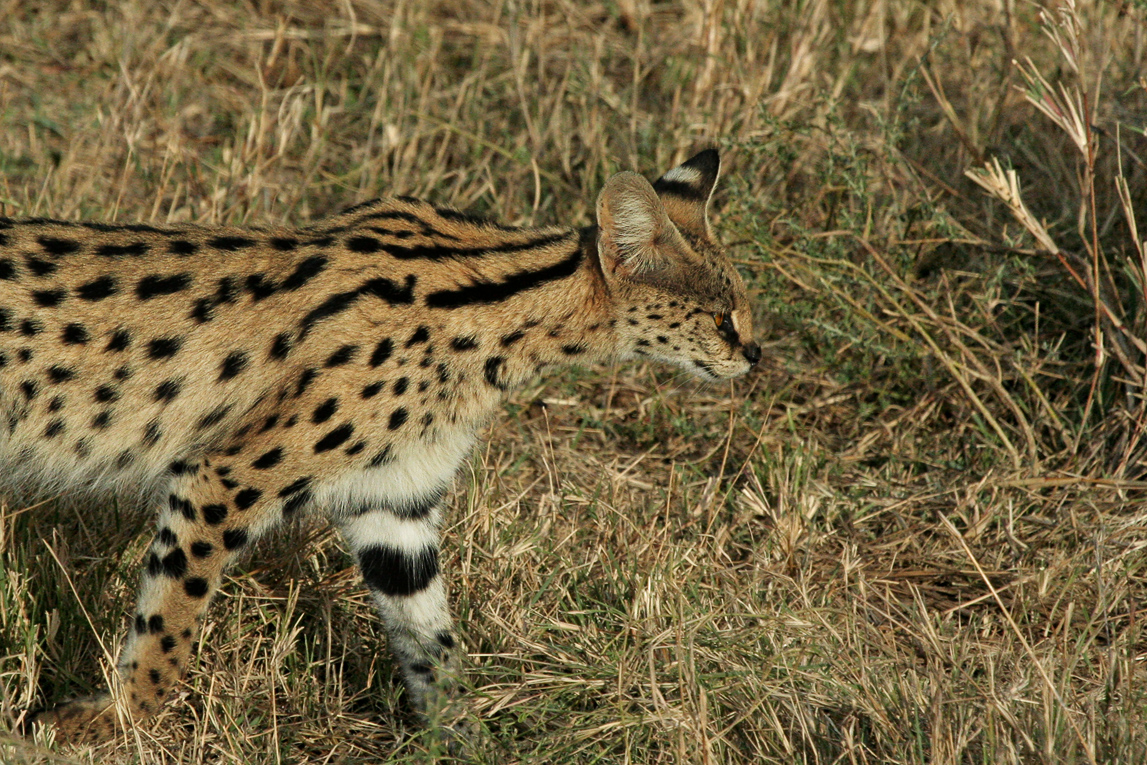
Serval
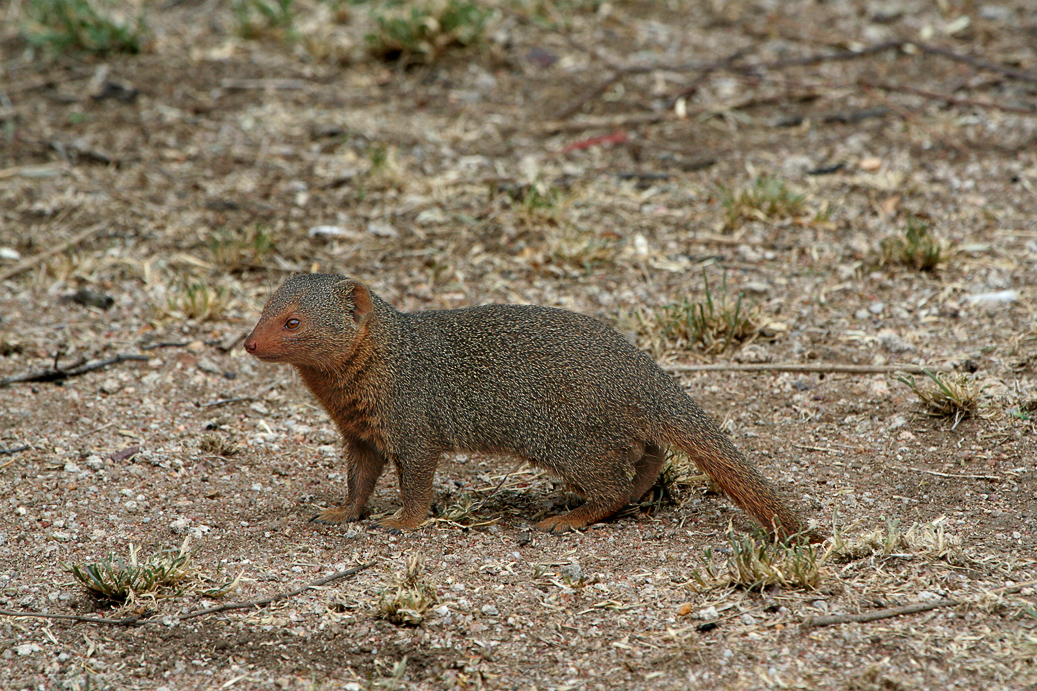
Mangusta (Helogale parvula)
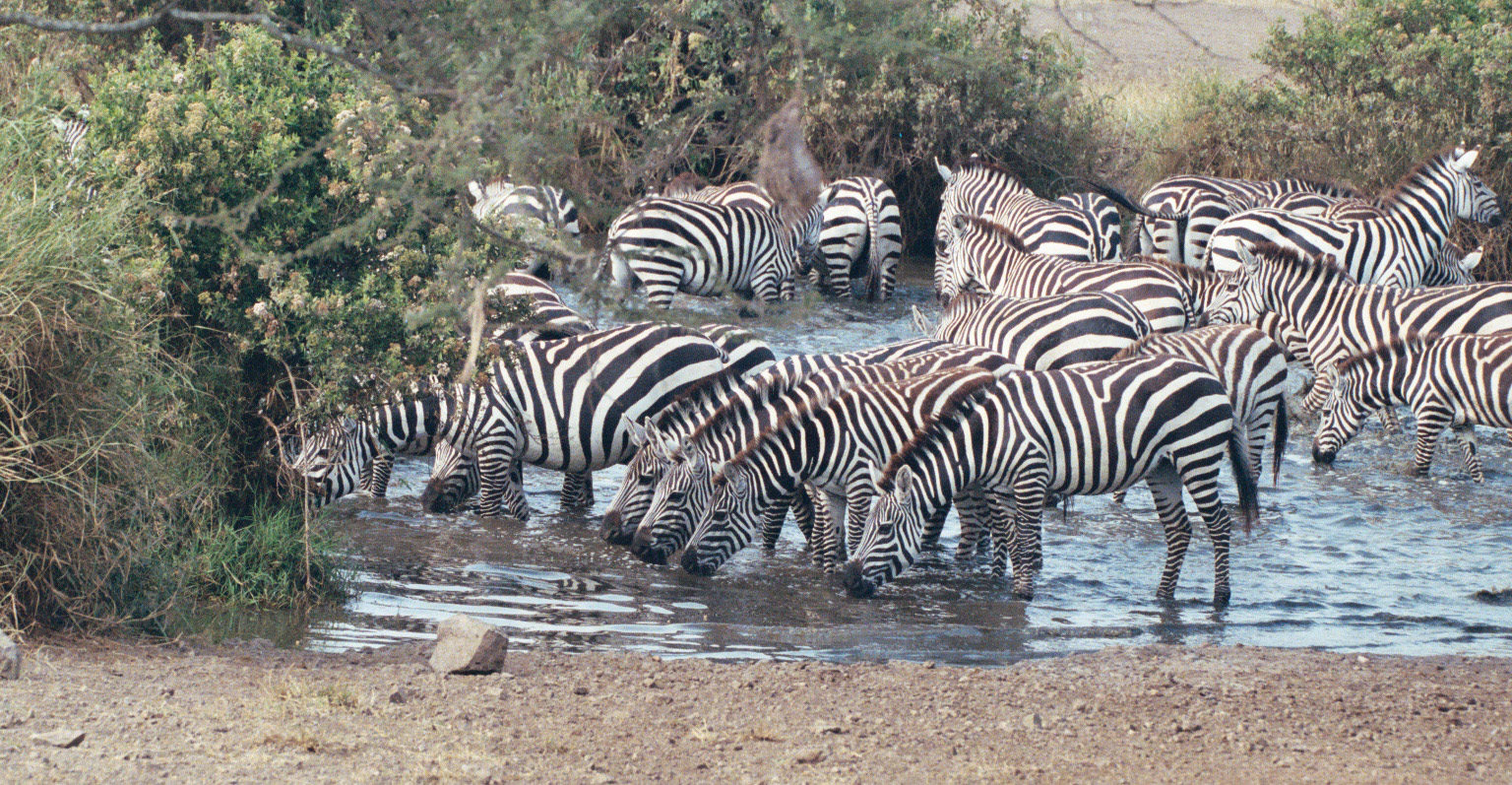
Mandria di zebre
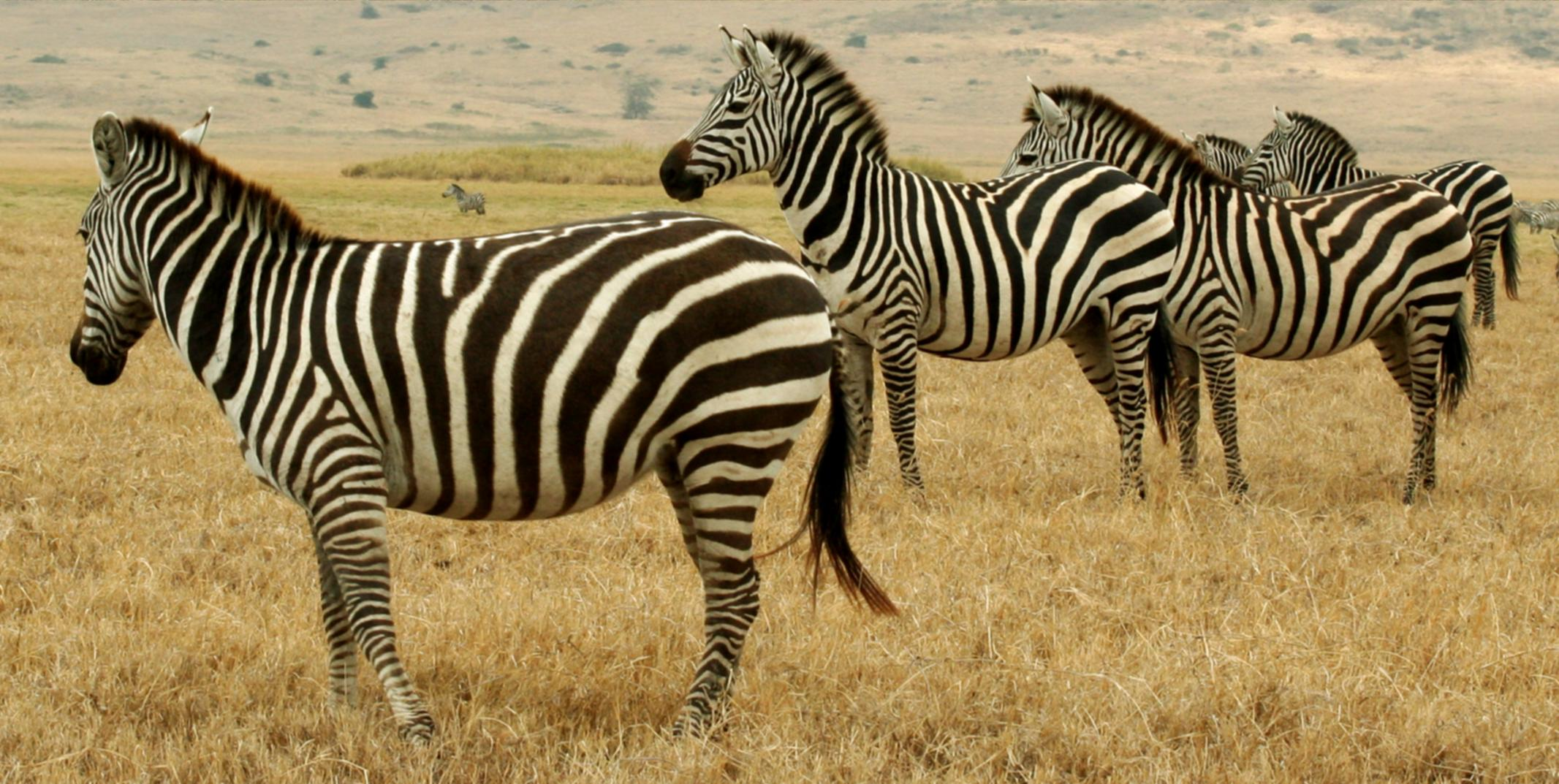
Mandria di zebre
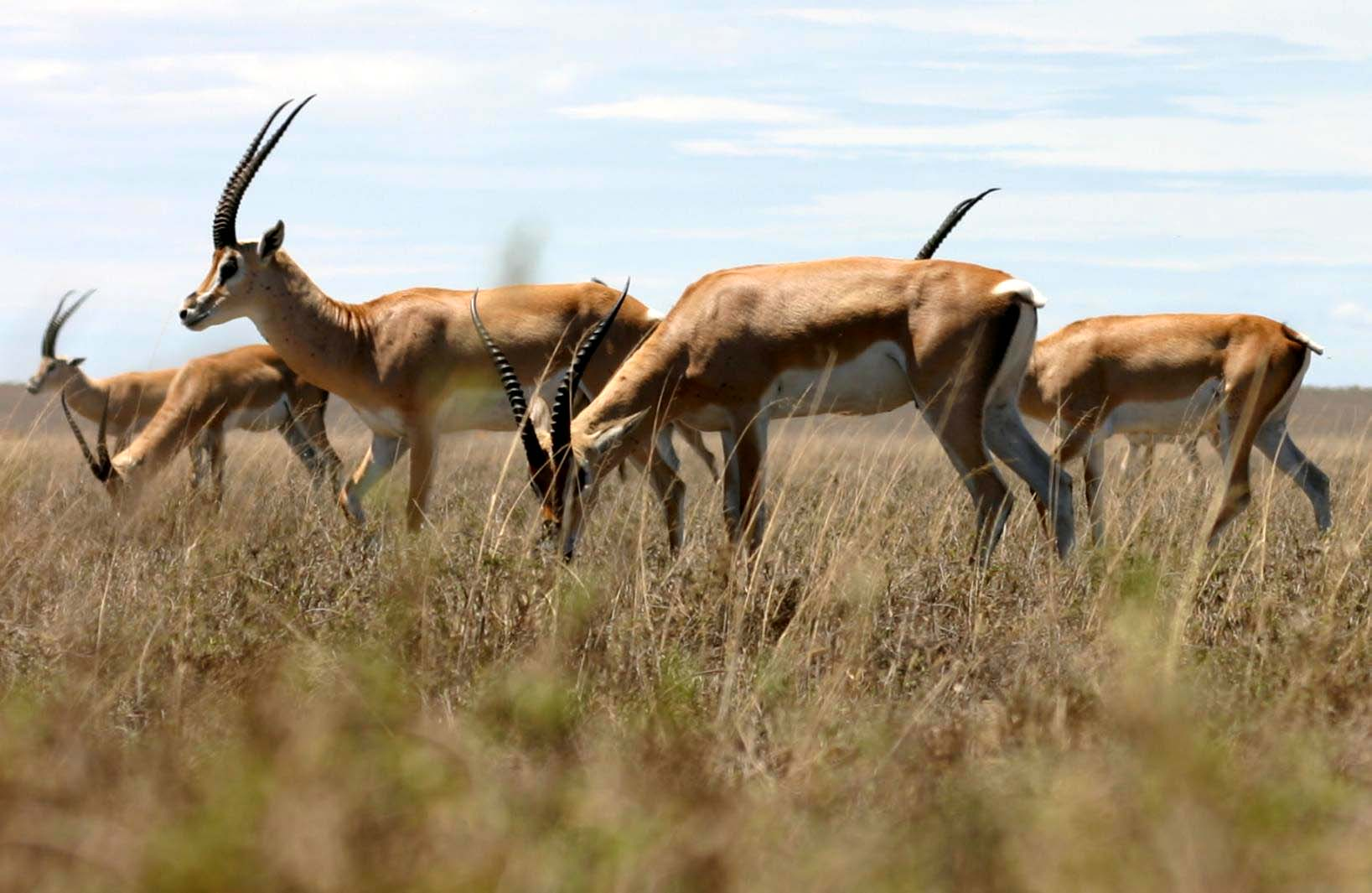
Gazzelle di Grant
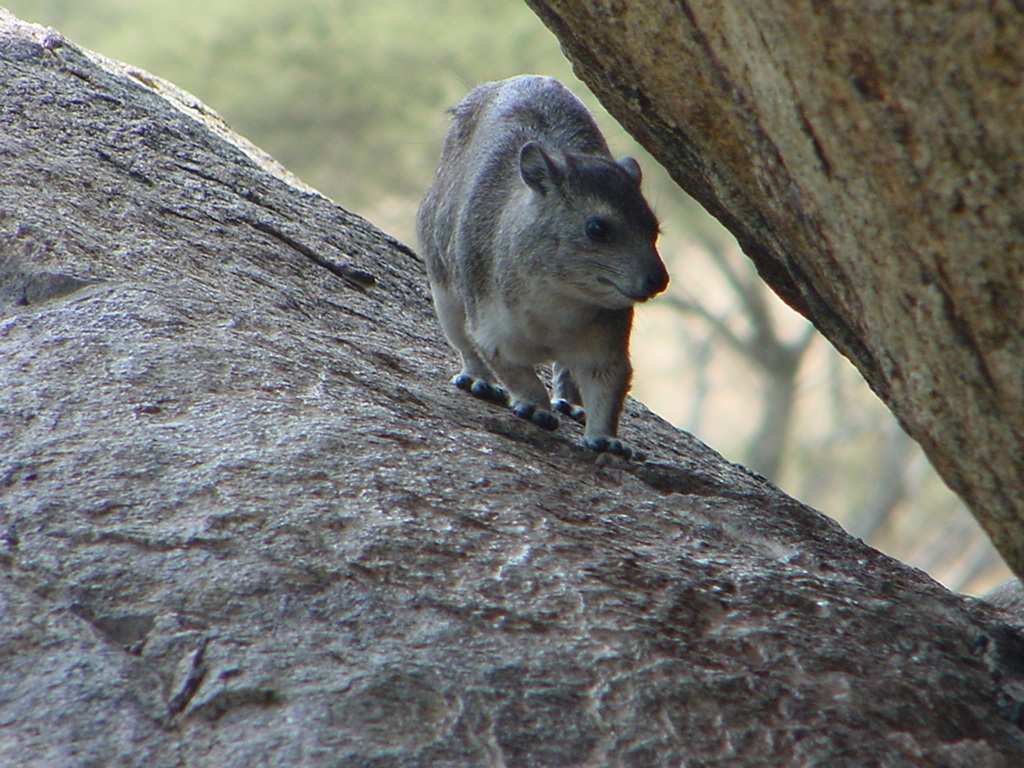
Irace delle rocce
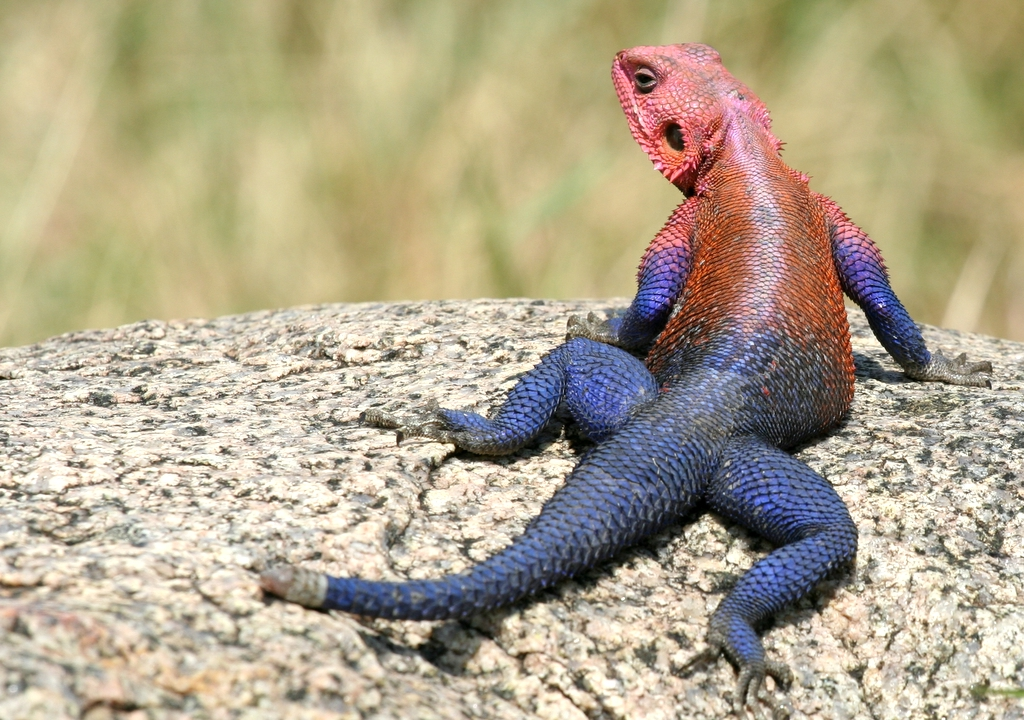
Agama comune
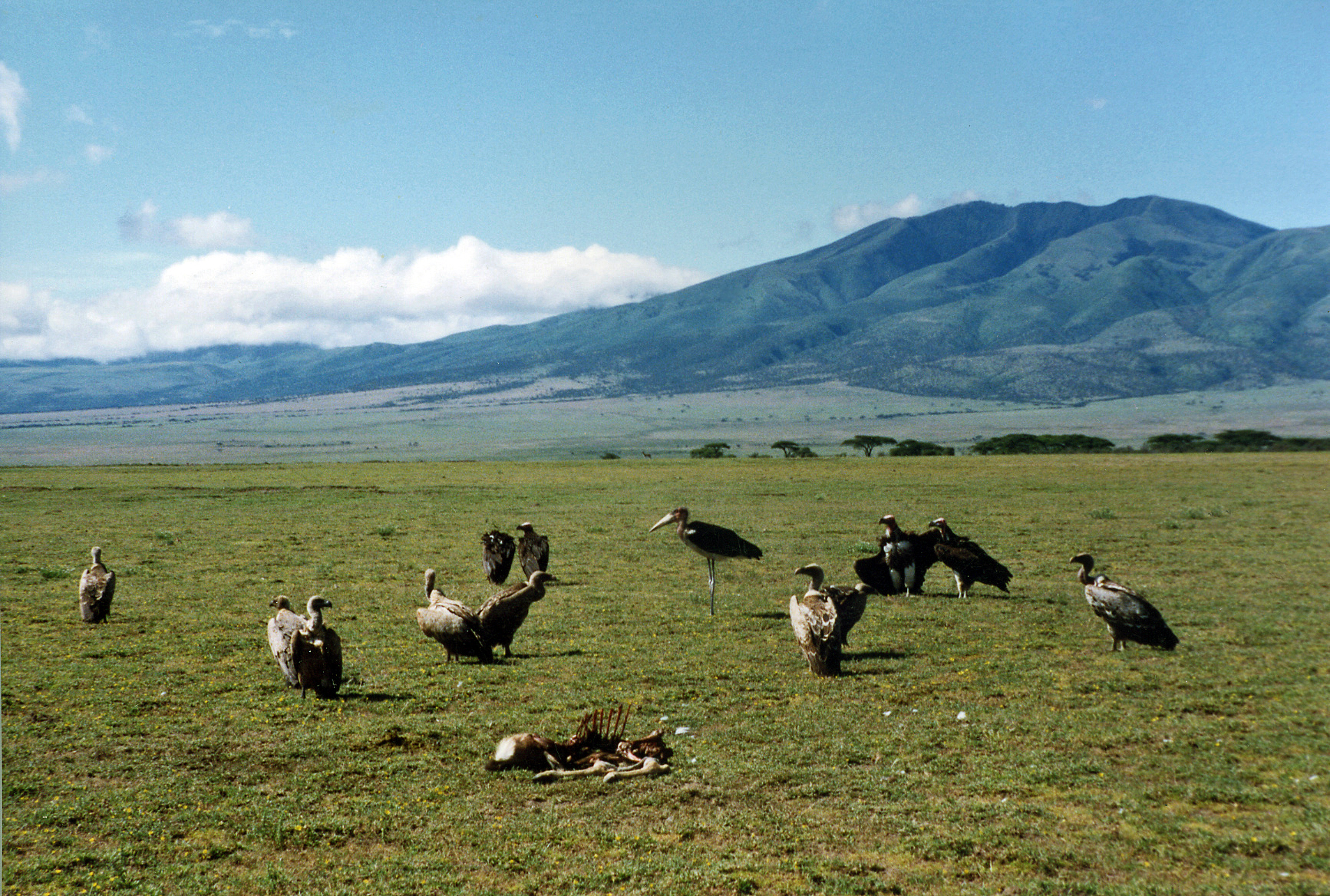
Avvoltoi e marabù al pasto
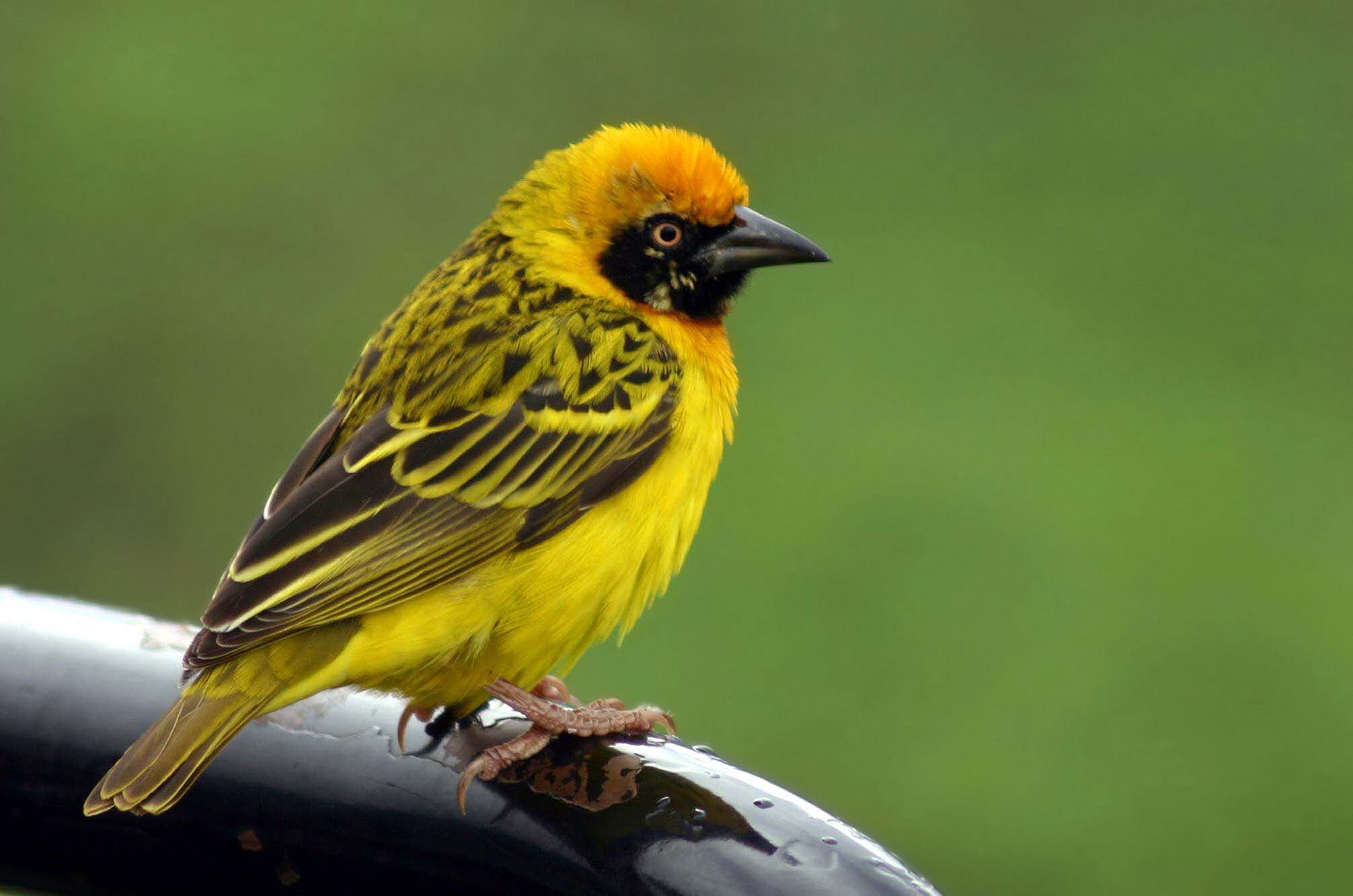
Tessitore di Speke
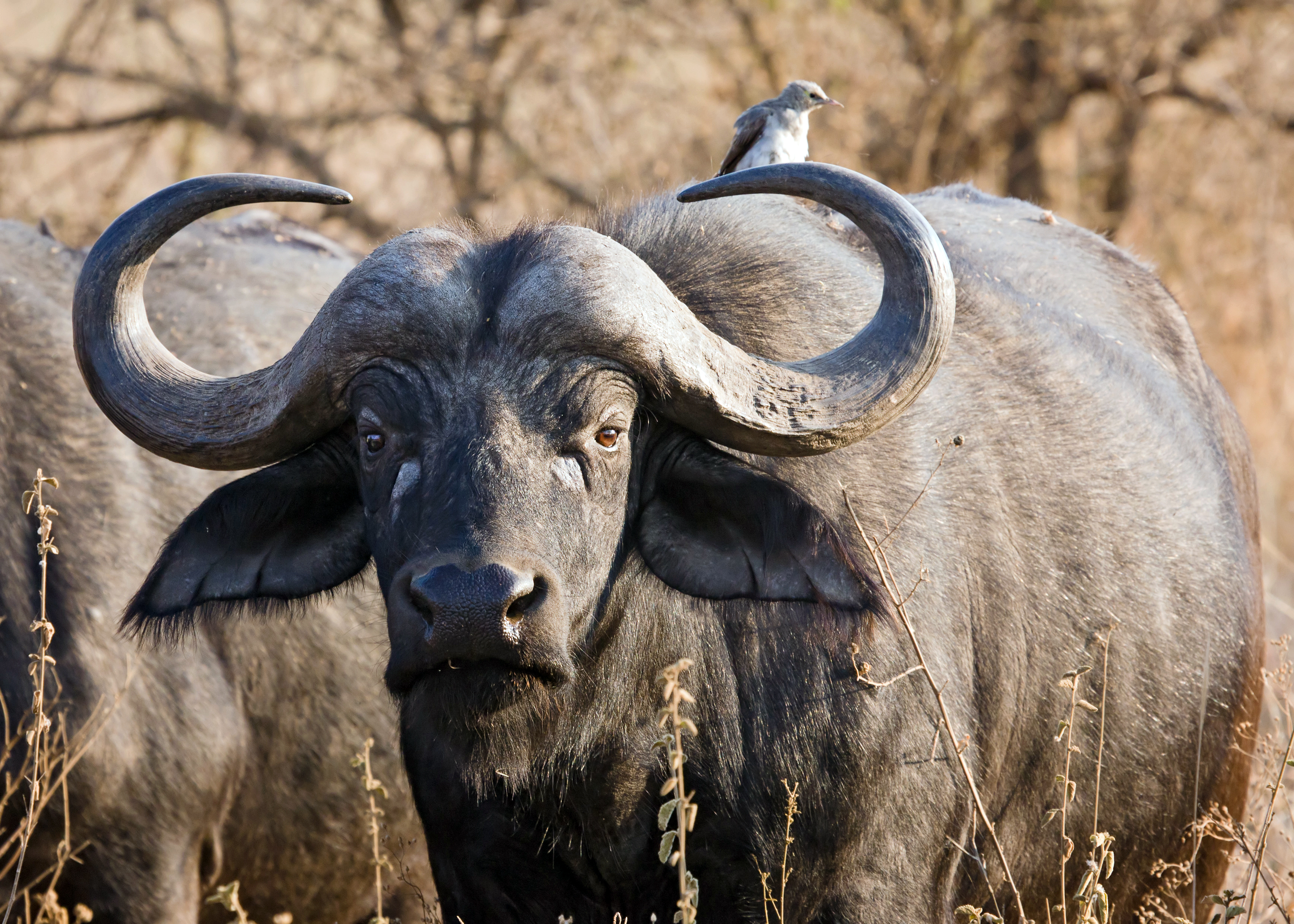
Bufalo nel Serengeti
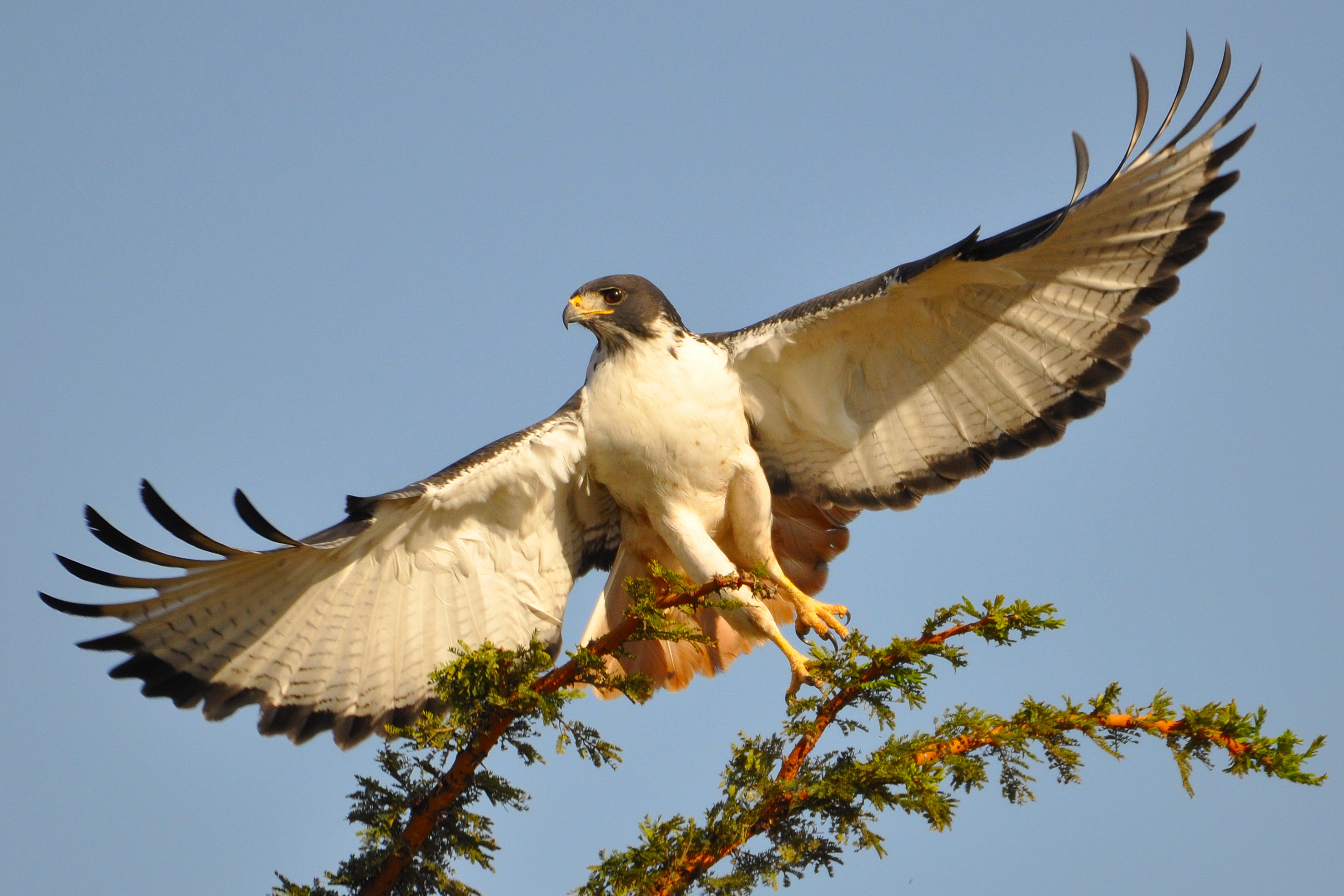
Poiana augurale nordafricana in fase di volo
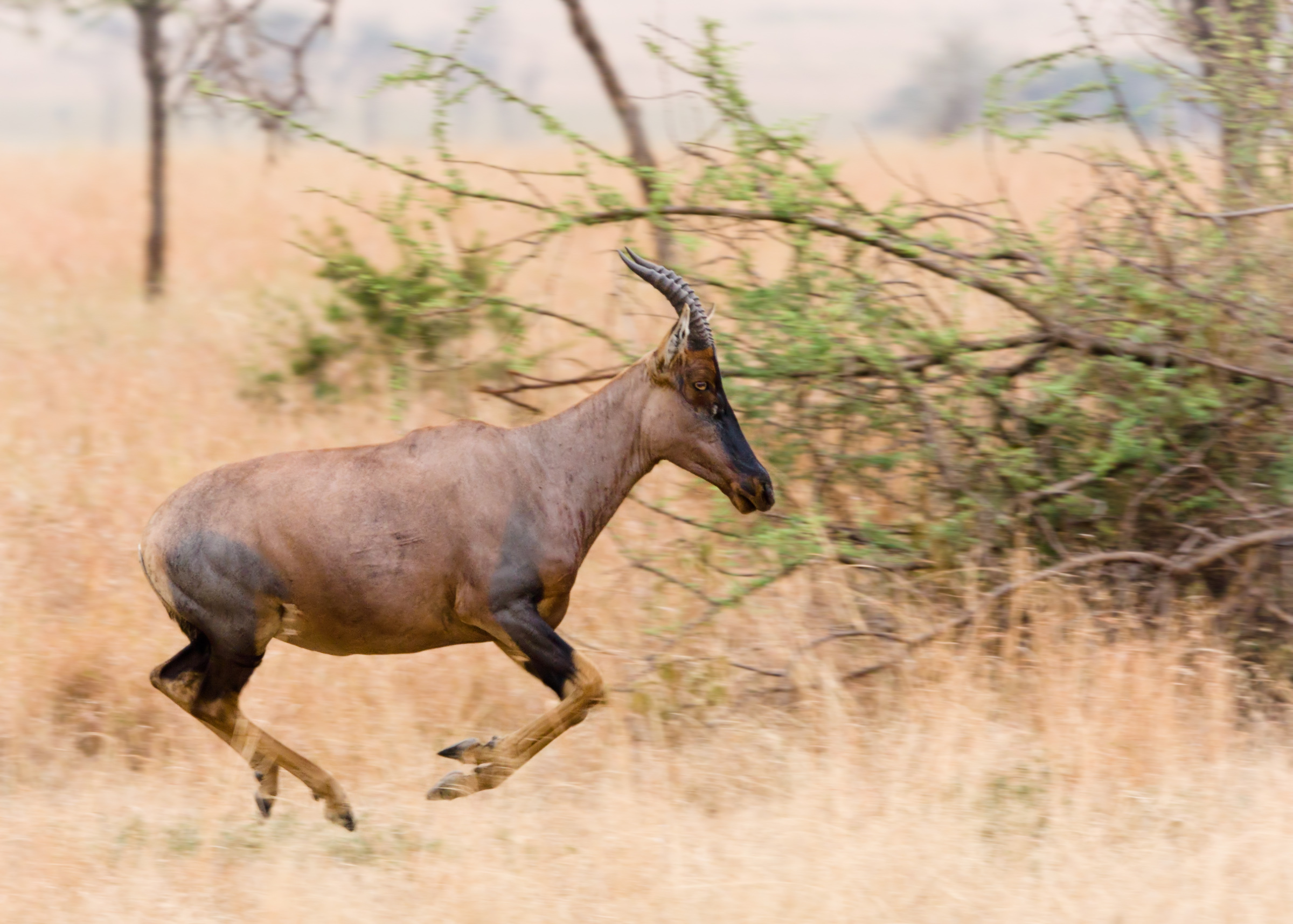
Topi in corsa
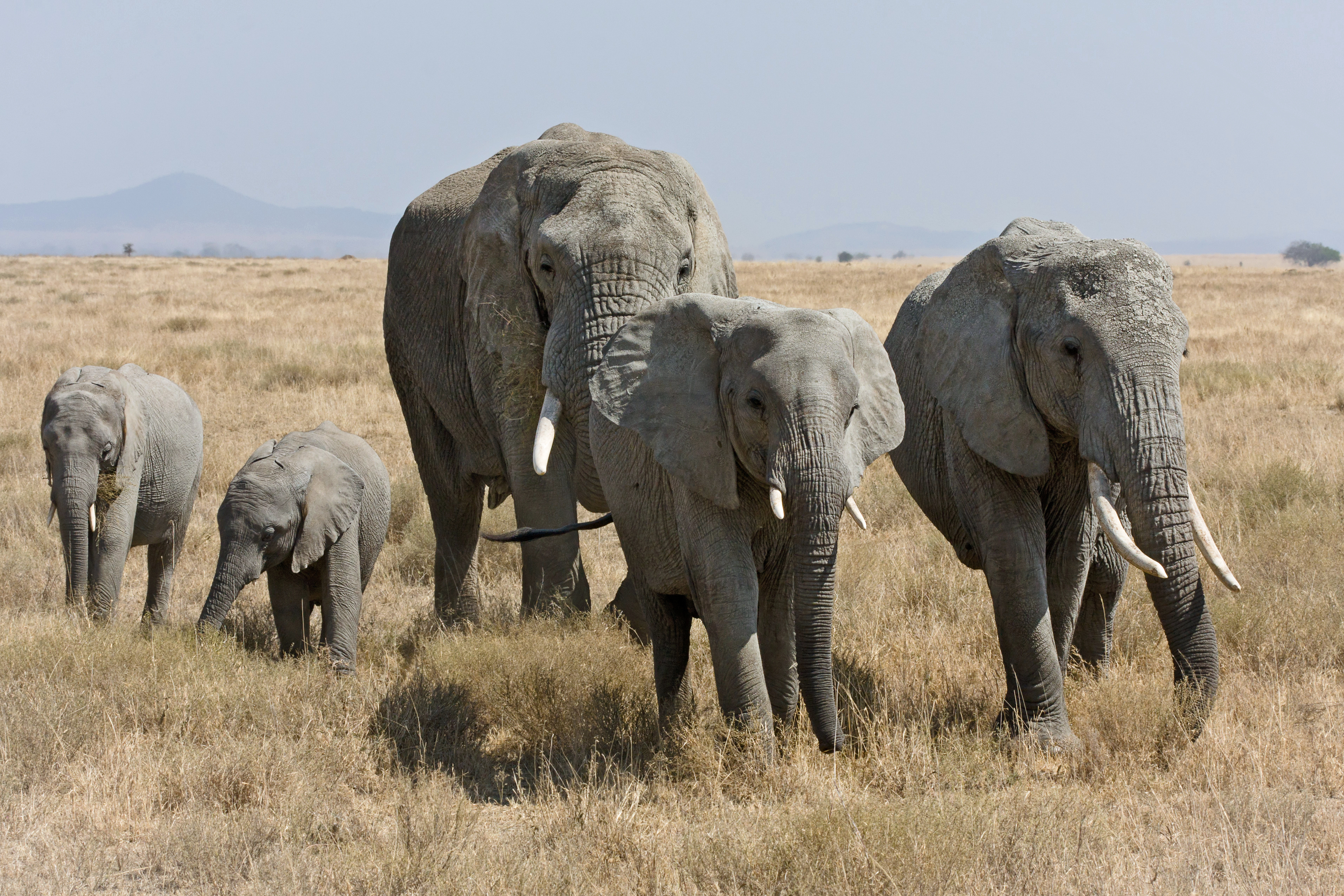
Elefanti nel Serengeti
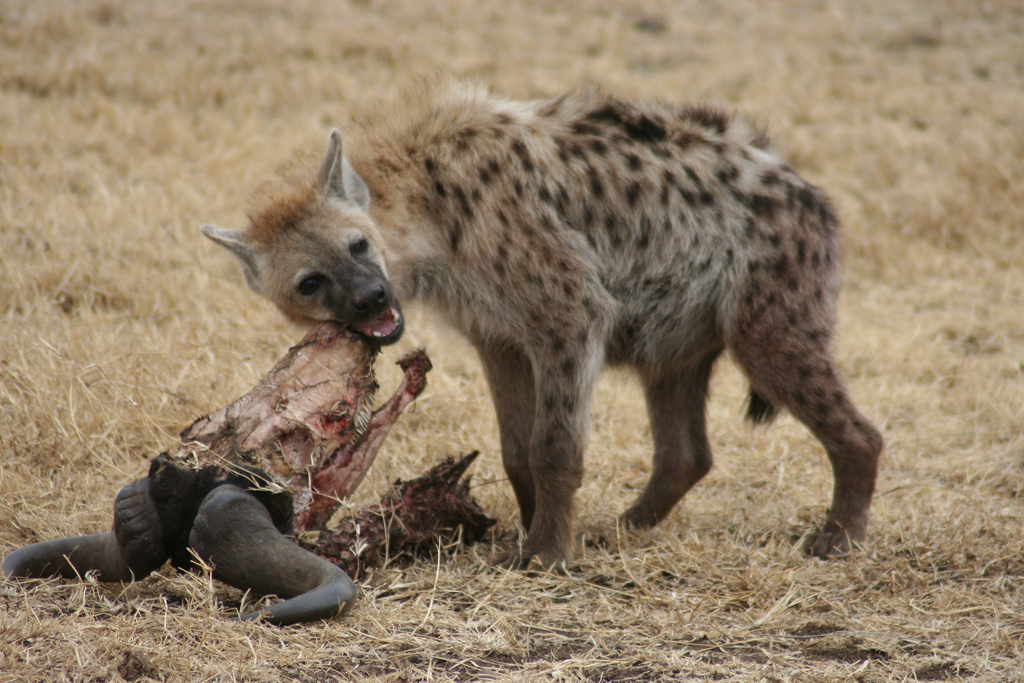
Iena macchiata durante il pasto
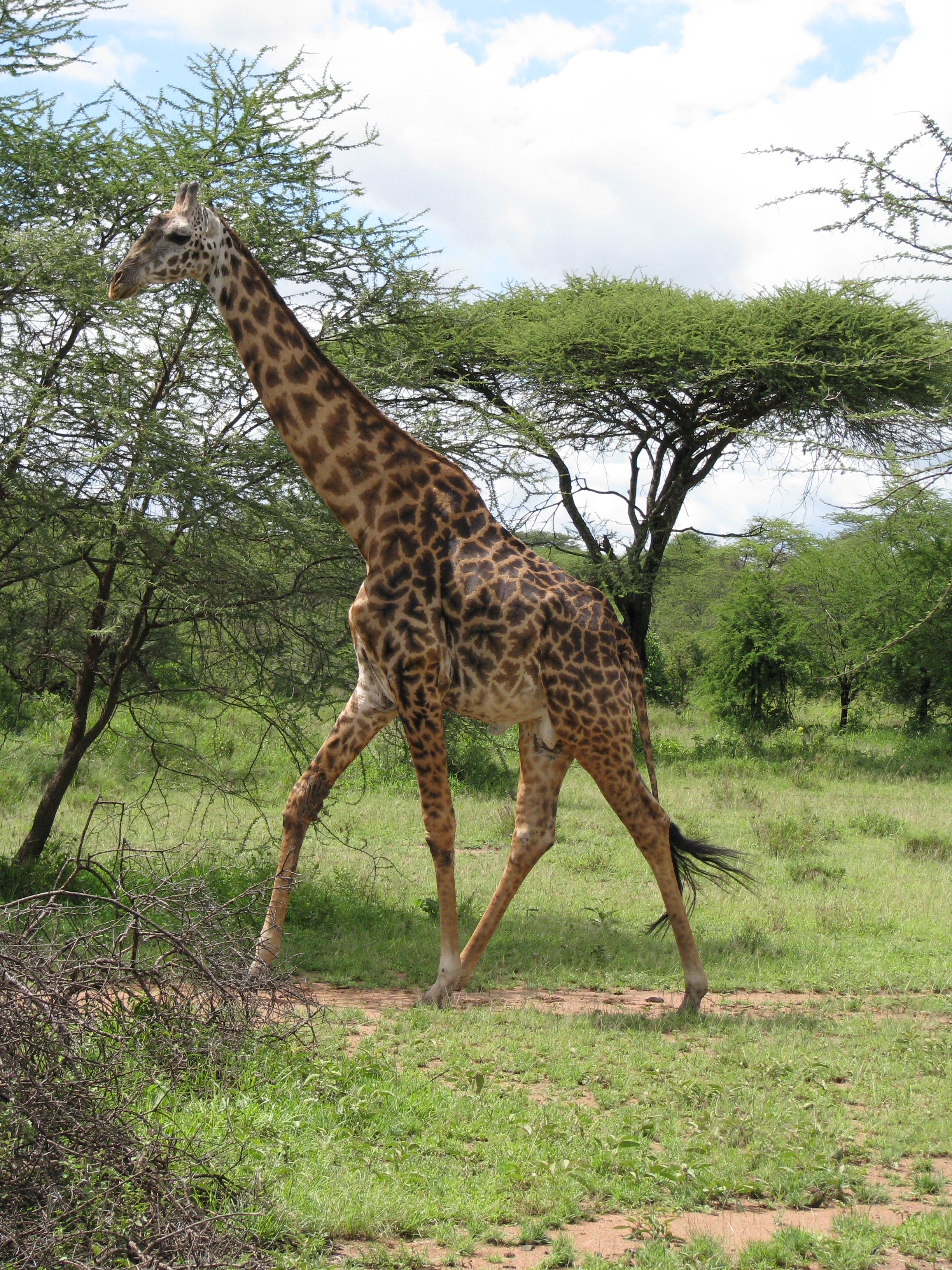
Giraffa
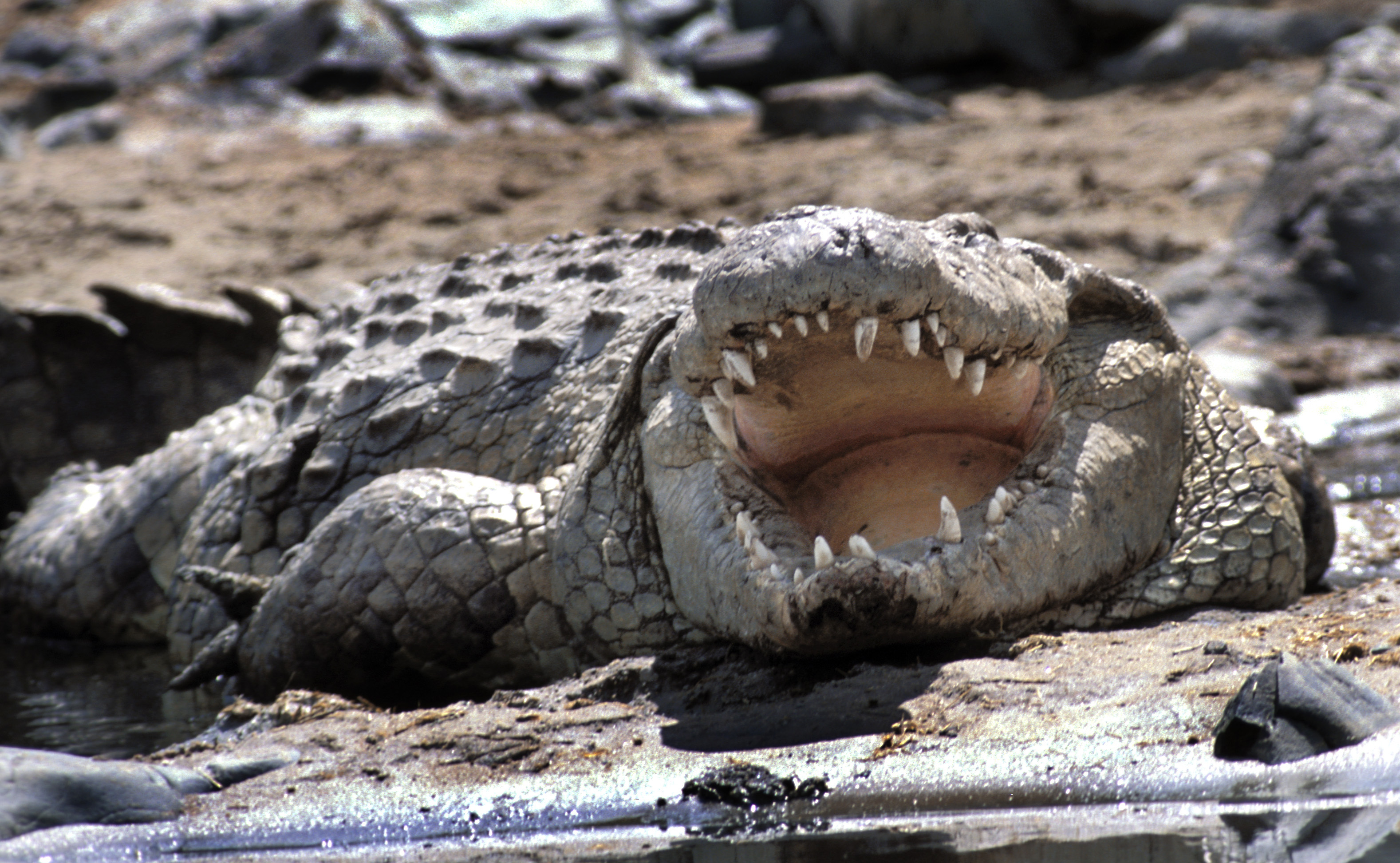
Coccodrillo

## Presenza umana e strutture ricettive
Nel parco non sono presenti edifici umani con l'unica eccezione quelli destinati al personale del TANAPA e delle strutture ricettive turistiche e ai team scientifici della Frankfurt Zoological Society. Il quartier generale del TANAPA e la principale pista di atterraggio nel parco, si trova a Seronera.
Fra le strutture ricettive del parco ci sono diversi campi tendati e quattro lodge: il Seronera Wildlife Lodge, il Lobo Wildlife Lodge e i più recenti Seregenti Sopa Lodge e Serengeti Serena Lodge. Tutti e quattro sono posizionati in maniera strategica su piccole colline che dominano la pianura e progettati in modo da garantire un impatto ambientale ed estetico relativamente ridotto. Alcune strutture ricettive organizzano escursioni in mongolfiera, cosa unica per la Tanzania.